# Isola tidale

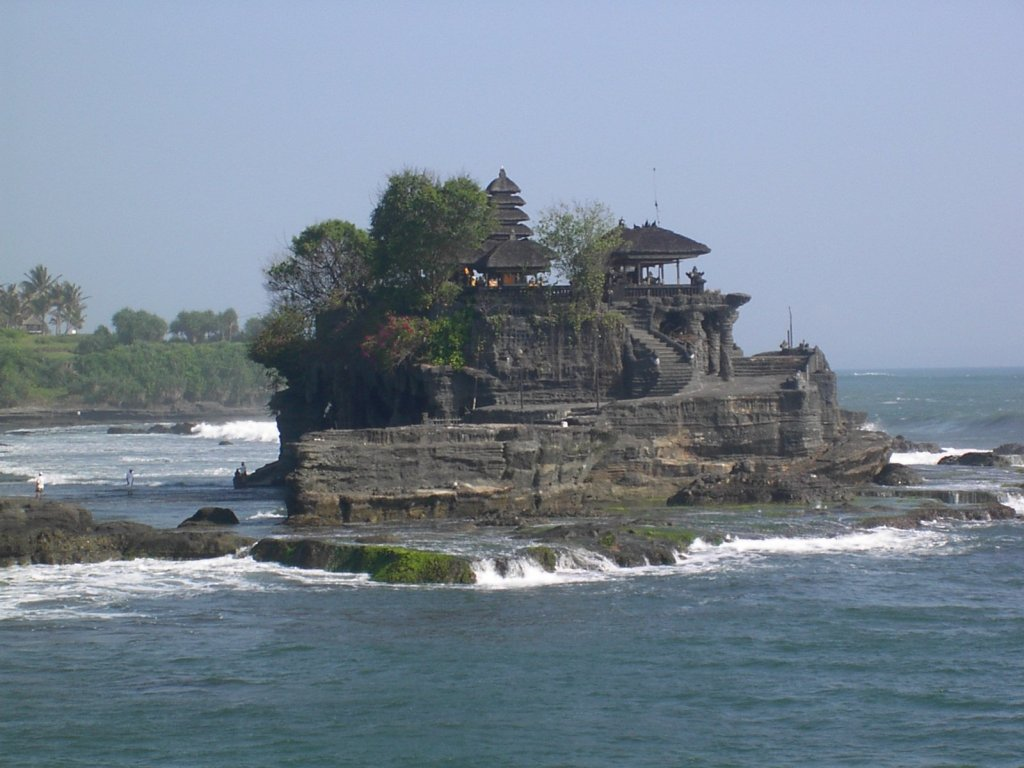
Tanah Lot a Bali

Un'isola tidale (dall'inglese tide, "marea") o isola di marea è un'isola collegata al continente (o a un'altra isola più grande) da un tombolo, una banda sabbiosa che periodicamente viene ricoperta dalle acque durante l'alta marea, e come tale viene definito piano mesolitorale. 

## Descrizione
L'isola tidale o di marea è una situazione geologica di per sé instabile, che si crea proprio per tale natura. Ne deriva che frequentemente tali isole sono utilizzate per costruzioni particolari (fortezze, abbazie). Esempi famosi di isole di marea sono il Mont Saint-Michel e la Penisola di Giens in Francia, il Castello Aragonese di Ischia o l'Isola Bella di Taormina in Italia, St Michael's Mount e Lindisfarne in Inghilterra e il castello di Modone nel sud della Grecia.
Sono pertanto isole accessibili soltanto nei periodi di bassa marea, tramite il loro tombolo sul quale viene spesso costruito un argine istmico, o diga, per facilitarne l'accesso, diga che viene interamente sommersa dall'alta marea, isolandole così del tutto.